# 1966年の中日ドラゴンズ
1966年の中日ドラゴンズでは、1966年の中日ドラゴンズの動向をまとめる。
この年の中日ドラゴンズは、西沢道夫監督の3年目（途中就任の1964年含む）のシーズンである。

## 概要
前年2位に食い込んだこともあり、西沢監督の3年目は優勝が期待されたが、シーズンが開幕すると前年優勝の巨人が独走し、それを追いかける展開が終始続いた。その巨人戦には最終的に6勝20敗と大きく負け越し（巨人戦以外は70勝34敗で貯金36）、巨人の優勝をアシストする形となった。
投手陣でも近藤貞雄投手コーチの指導のもと、小川健太郎・河村保彦・水谷寿伸・山中巽がローテーションを守り、抑えには板東英二が控えるなど盤石だったが、エースの小川は巨人戦でわずか1勝に終わるなど誤算も続出。それでも勝利数76勝のうち64勝を小川・板東らで稼ぎ、チーム防御率2.54でリーグ3位となった。
打撃陣は前年から野手転向の権藤博や一枝修平が主に2番に入り、中利夫と高木守道の1・2番コンビが分断される形となり、盗塁数も前年から激減。外国人選手も期待外れだったが、主軸の中、高木、江藤慎一の3人がキャリアハイに近い好調を維持し、本塁打と打率はリーグ1位だった。
最終的に勝率は前年をわずかに上回ったが、巨人戦に歯が立たず、2年連続の2位でシーズンを終え、西沢監督の悲願であるペナント制覇はならなかった。後半戦にはルーキーの広野功がスタメン入りし、8月2日に同じくルーキーの堀内恒夫の14連勝を阻止するサヨナラ満塁本塁打を放ったのが明るい話題だった。対戦成績では4位の広島に19勝7敗1分と大きく勝ち越したのをはじめ、最下位のサンケイにも18勝8敗1分と大きく勝ち越したが9月以降はわずか1勝に終わった。

## チーム成績

### レギュラーシーズン
| 1 | 中 | 中利夫     |
| 2 | 遊 | 権藤博     |
| 3 | 二 | 高木守道   |
| 4 | 左 | 江藤慎一   |
| 5 | 右 | スチブンス |
| 6 | 三 | ワード     |
| 7 | 一 | 伊藤竜彦   |
| 8 | 捕 | 木俣達彦   |
| 9 | 投 | 山中巽     |

| 順位 | 4月終了時 | 4月終了時 | 5月終了時 | 5月終了時 | 6月終了時 | 6月終了時 | 7月終了時 | 7月終了時 | 8月終了時 | 8月終了時 | 最終成績 | 最終成績 |
| ---- | --------- | --------- | --------- | --------- | --------- | --------- | --------- | --------- | --------- | --------- | -------- | -------- |
| 1位  | 中日      | --        | 巨人      | --        | 巨人      | --        | 巨人      | --        | 巨人      | --        | 巨人     | --       |
| 2位  | 広島      | 0.5       | 中日      | 1.0       | 中日      | 1.0       | 中日      | 4.5       | 中日      | 6.5       | 中日     | 13.0     |
| 3位  | サンケイ  | 1.0       | 広島      | 2.0       | 広島      | 7.0       | 広島      | 15.0      | 広島      | 21.0      | 阪神     | 25.0     |
| 4位  | 巨人      | 1.5       | 阪神      | 6.0       | 阪神      | 13.0      | 阪神      | 20.5      | 阪神      | 26.5      | 広島     | 32.0     |
| 5位  | 阪神      | 3.5       | サンケイ  | 8.0       | サンケイ  | 14.5      | サンケイ  | 26.0      | 大洋      | 30.0      | 大洋     | 37.0     |
| 6位  | 大洋      | 5.5       | 大洋      | 10.0      | 大洋      | 18.5      | 大洋      | 27.0      | サンケイ  | 33.0      | サンケイ | 37.0     |

| 順位 | 球団             | 勝 | 敗 | 分 | 勝率 | 差   |
| 1位  | 読売ジャイアンツ | 89 | 41 | 4  | .685 | 優勝 |
| 2位  | 中日ドラゴンズ   | 76 | 54 | 2  | .585 | 13.0 |
| 3位  | 阪神タイガース   | 64 | 66 | 5  | .492 | 25.0 |
| 4位  | 広島カープ       | 57 | 73 | 6  | .438 | 32.0 |
| 5位  | 大洋ホエールズ   | 52 | 78 | 0  | .400 | 37.0 |
| 5位  | サンケイアトムズ | 52 | 78 | 5  | .400 | 37.0 |

## オールスターゲーム1966
| ファン投票 | 高木守道   | 江藤慎一 |          |        |
| 監督推薦   | 小川健太郎 | 山中巽   | 板東英二 | 中暁生 |

## 表彰選手
| リーグ・リーダー |
| ---------------- |
| 受賞者なし       |

| ベストナイン | ベストナイン | ベストナイン |
| 選手名       | ポジション   | 回数         |
| ------------ | ------------ | ------------ |
| 高木守道     | 二塁手       | 4年連続4度目 |
| 一枝修平     | 遊撃手       | 初受賞       |
| 江藤慎一     | 外野手       | 4年連続5度目 |
| 中利夫       | 外野手       | 2年連続3度目 |

## ドラフト
| 順位          | 選手名        | 守備          | 所属           | 結果                 |
| 第1次ドラフト | 第1次ドラフト | 第1次ドラフト | 第1次ドラフト  | 第1次ドラフト        |
| ------------- | ------------- | ------------- | -------------- | -------------------- |
| 1位           | 大場隆広      | 投手          | 別府鶴見丘高   | 入団                 |
| 2位           | 柴田昌邦      | 投手          | 西濃運輸       | 拒否                 |
| 3位           | 内野哲朗      | 投手          | 福岡・明善高   | 拒否・早稲田大学進学 |
| 4位           | 榎本典久      | 外野手        | 荏原高         | 拒否                 |
| 5位           | 辻正孝        | 外野手        | 修徳高         | 拒否                 |
| 6位           | 大西譲治      | 投手          | 松山北高       | 拒否                 |
| 7位           | 南山義広      | 投手          | 東レ愛知       | 拒否                 |
| 8位           | 高井諭        | 投手          | 名古屋商科大学 | 在学中のため指名取消 |
| 第2次ドラフト |               |               |                |                      |
| 1位           | 伊熊博一      | 外野手        | 中京商業高     | 入団                 |
| 2位           | 伊藤久敏      | 投手          | 駒澤大学       | 入団                 |
| 3位           | 井手峻        | 投手          | 東京大学       | 入団                 |